# Тетерешть (Хунедоара)
Тетерешть, Тетерешті (рум. Tătărăști) — село у повіті Хунедоара в Румунії. Входить до складу комуни Буржук.
Село розташоване на відстані 327 км на північний захід від Бухареста, 32 км на захід від Деви, 124 км на південний захід від Клуж-Напоки, 101 км на схід від Тімішоари.

## Населення
За даними перепису населення 2002 року у селі проживали 209 осіб.
Національний склад населення села:
| Національність | Кількість осіб | Відсоток |
| -------------- | -------------- | -------- |
| румуни         | 204            | 97,6%    |
| угорці         | 5              | 2,4%     |

Рідною мовою назвали:
| Мова      | Кількість осіб | Відсоток |
| --------- | -------------- | -------- |
| румунська | 204            | 97,6%    |
| угорська  | 5              | 2,4%     |